# Cottonwood (Idaho)
Cottonwood é uma cidade localizada no estado americano de Idaho, no Condado de Idaho.

## Demografia
Segundo o censo americano de 2000, a sua população era de 944 habitantes.
Em 2006, foi estimada uma população de 1046, um aumento de 102 (10.8%).

## Geografia
De acordo com o United States Census Bureau tem uma área de
2,2 km², dos quais 2,2 km² cobertos por terra e 0,0 km² cobertos por água.

## Localidades na vizinhança
O diagrama seguinte representa as localidades num raio de 32 km ao redor de Cottonwood.